# Dolni Dăbnik
Dolni Dăbnik (in bulgaro Долни Дъбник?) è un comune bulgaro situato nella Regione di Pleven di 15 995 abitanti (dati 2009). La sede comunale è nella località omonima

## Località
Il comune è formato dall'insieme delle seguenti località:
- Bărkač
- Gorni Dăbnik
- Gradina
- Dolni Dăbnik (sede comunale)
- Krušovica
- Petărnitsa
- Sadovec